# Woestijn van het Grote Bekken
De Great Basin Desert of Woestijn van het Grote Bekken is een gematigde (of "koude") woestijn die zich voornamelijk in de Amerikaanse deelstaat Nevada bevindt. Delen van de woestijn liggen ook in het westen van Utah (oostelijk deel van de woestijn), in het oosten van Idaho (in het noordoosten) en in het oosten van Californië (zuidwesten van de woestijn). In het zuiden gaat de woestijn over in de nog drogere Mojavewoestijn. Deze laatste wordt in tegenstelling tot de Great Basin Desert tot de warme woestijnen gerekend, voornamelijk omwille van zijn lagere hoogte. Het landschap van de Great Basin Desert bestaat uit brede valleien gescheiden door bergen met zoutvlaktes en steppes met lage struiken als alsem.
De Woestijn van het Grote Bekken wordt bewoond door verschillende Indianenstammen, waaronder de Shoshone, die de Great Basin tribes genoemd worden. Hun verspreidingsgebied strekt zich behalve in het Grote Bekken zelf ook uit over aangrenzende gebieden ten noorden en oosten van het hydrografische bekken.

## Geografie

### Verschil met hydrografische Grote Bekken

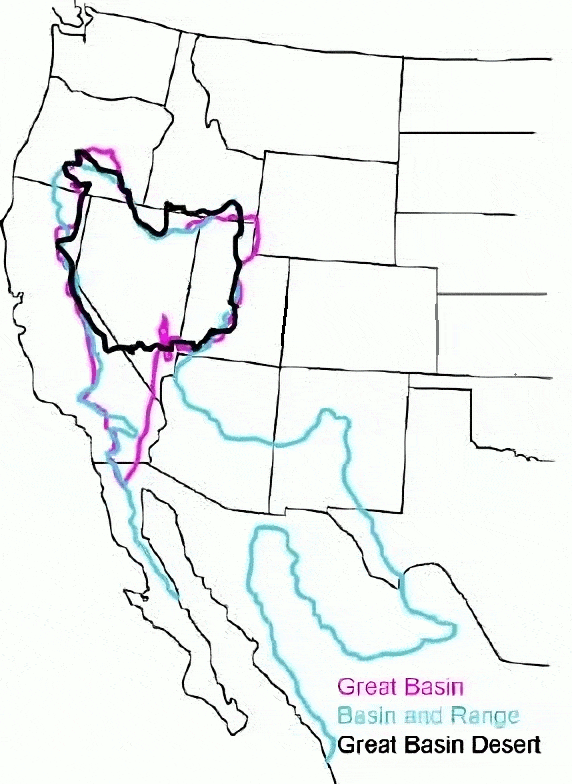
De woestijn (zwart) valt zo goed als geheel binnen de "Basin and Range Province" (lichtblauw). Het hydrografische Great Basin (lila) kent een grote uitloper naar het zuiden.

Het hydrografische Grote Bekken wordt gedefinieerd als de aaneensluitende zone van endoreïsche bekkens en kent een grote uitloper naar het zuiden, doorheen de Mojavewoestijn tot in de Sonorawoestijn rond de Salton Sea.

### Topografie

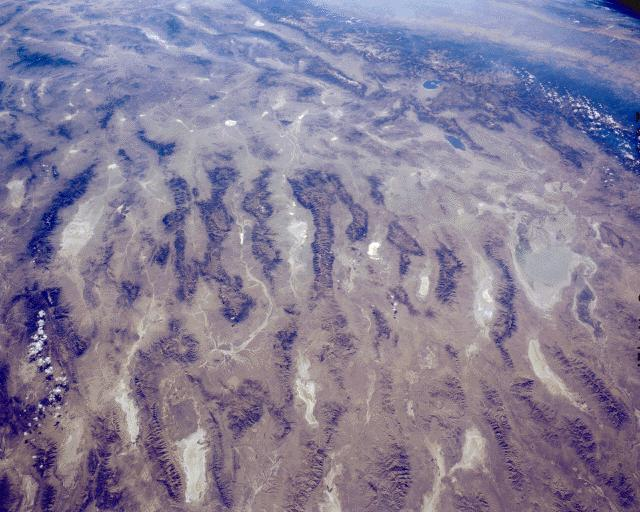
Valleien en parallelle kleine bergketens

Het landschap van de woestijn wordt bepaald door een zogeheten basin and range-topografie. Brede valleien worden begrensd door parallelle bergketens die voornamelijk noord-zuid georiënteerd zijn. Deze Basin and Range Province strekt zich echter verder uit dan Nevada alleen, voornamelijk in zuidelijke en zuidoostelijke richting. Er zijn verschillende bergtoppen in de woestijn met een hoogte hoger dan 3000 meter, maar ook de valleibodems liggen relatief hoog. De meest valleien bevinden zich hoger dan 1200 meter.

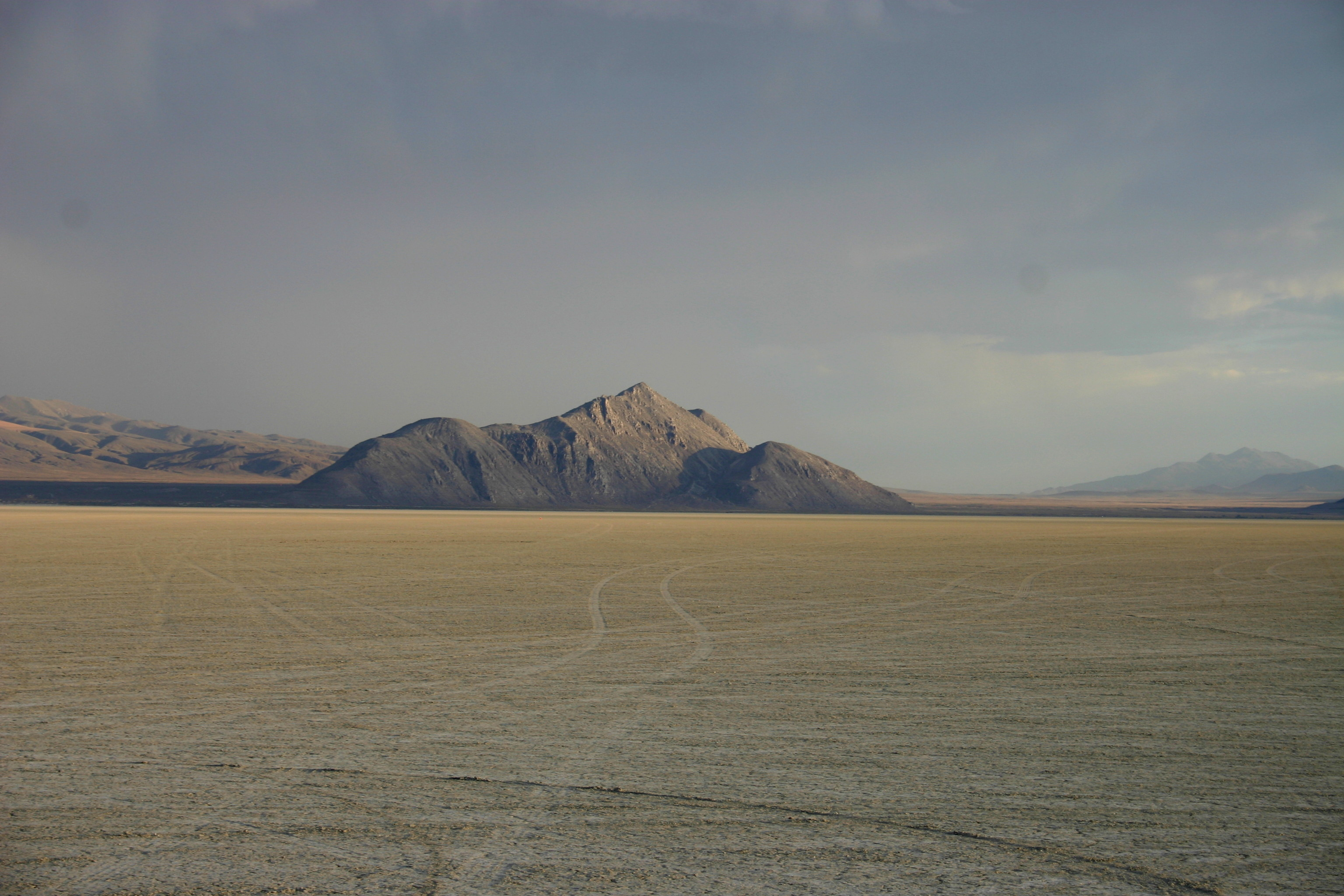
Zoutvlakte in de Black Rock Desert

De Black Rock Desert in het noordwesten en de Great Salt Lake Desert in het noordoosten zijn deelgebieden van de woestijn van het Grote Bekken met grote zoutvlaktes.

### Hydrografie

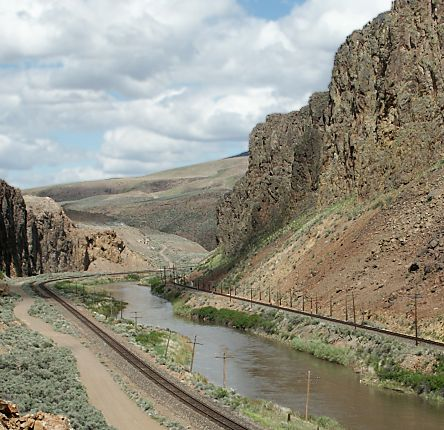
De Humboldt halverwege zijn loop bij Palisade Canyon, hierna verliest de rivier geleidelijk aan debiet

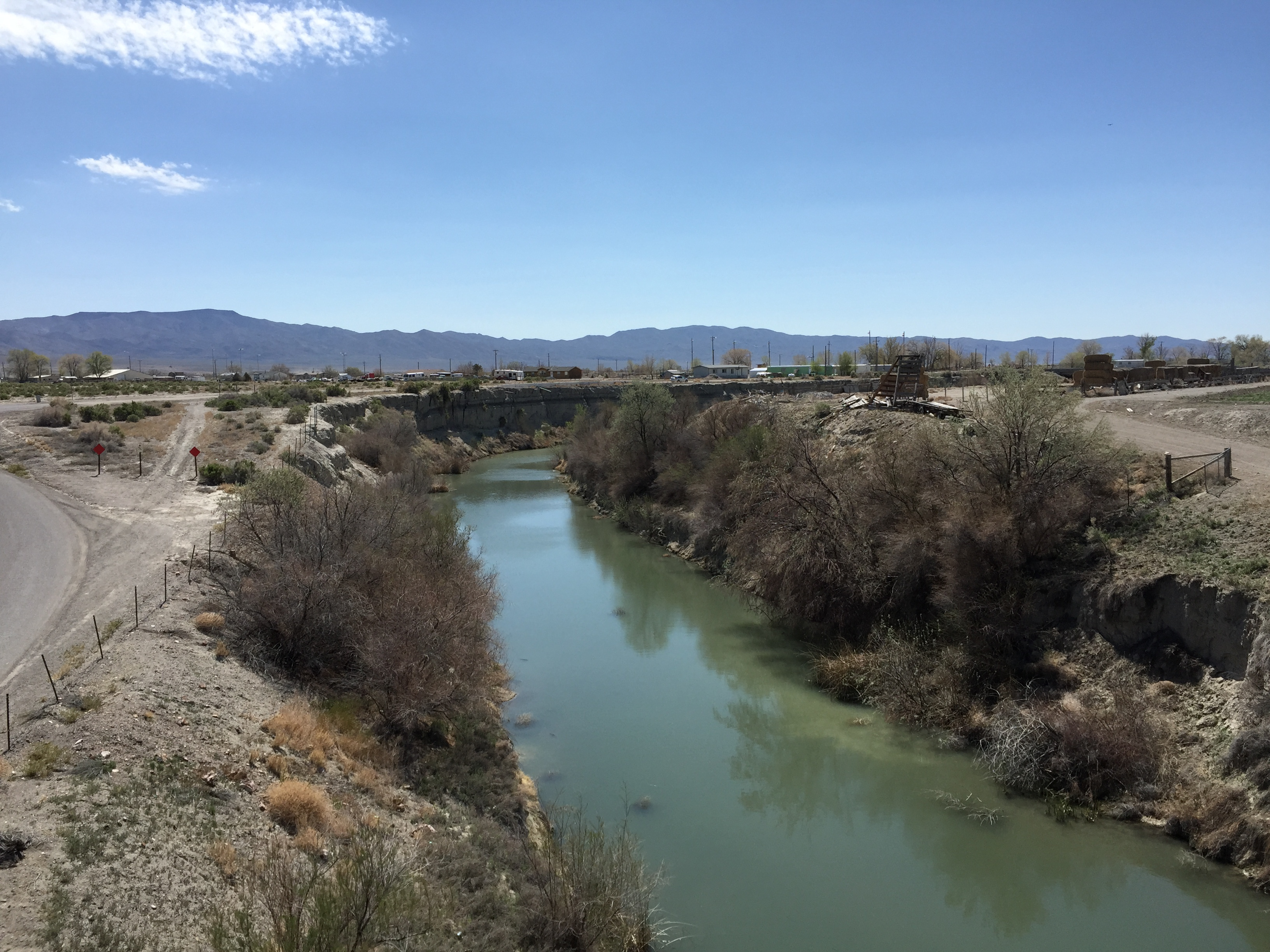
De Humboldt, dertig kilometer voor zijn monding in het Humboldt zoutmeer

De woestijn van het Grote Bekken bevindt zich zo goed als helemaal binnen het Grote Bekken, een groot gebied dat niet afwatert naar de oceanen, maar enkel een interne drainage kent. Dit Grote Bekken bestaat uit verschillende kleine en grote stroomgebieden met een zoutvlakte of een (seizoenaal) zoutmeer als laagste punt. De grootste stroomgebieden zijn die van de Humboldt (de grootste rivier in de woestijn van het Grote Bekken) in het noordwesten en het bekken van het Grote Zoutmeer in het noordoosten.

### Transport
De eerste transcontinentale spoorweg, de Central Pacific Railroad, werd aangelegd door de woestijn van het Grote Bekken. Vandaag volgt de Interstate 80 grotendeels dezelfde route. Deze route volgt voor een groot deel de loop van de Humboldt en werd ook al gebruikt door vroege migranten die westwaarts trokken naar de mijnvelden van Noord-Californië. De Great Basin Desert vormde de enige woestijn op deze route, ook gekend als de California Trail, en vormde naast de oversteek van de Sierra Nevada een van de moeilijkste gedeelte van de tocht.

### Bebouwing
De woestijn van het Grote Bekken is een van de dunstbevolkte gebieden van de Verenigde Staten. De twee grootste steden in het Bekken zijn Salt Lake City, de hoofdstad van Utah, aan de oostgrens en Reno aan de westgrens. Tussen beide in ligt Elko, een klein stadje met een kleine 20.000 inwoners. Tussen Reno en Elko ligt het nog kleinere Winnemucca. Deze vier plaatsen liggen allen langs de Interstate 80. Andere kleine steden zijn Carson City (de hoofdstad van Nevada), Ogden, Provo en Logan.

## Ecologie

### Klimaat
Het grootste deel van de woestijn (eerder een halfwoestijn) kent een semi-aried klimaat (Köppen BSk), geen puur woestijnklimaat. De woestijn kent warme, droge zomers en winters met sneeuwval. Verder zijn er ruime gebieden die een echt woestijnklimaat kennen (BWk): onder meer een ruime zone rond Fallon en een deel van de noordelijke Owens Valley. De meest natte gebieden van de woestijn kennen een mediterraan landklimaat (omgeving van Elko (254 mm, Dsb) en in Salt Lake City (409 mm, Dsa)) en een gematigd mediterraan klimaat (Carson City (245 mm, Csb)). Verder voeren de verschillende rivieren water aan uit omliggende gebieden waar meer neerslag valt, zoals de Sierra Nevada voor het westen van het Grote Bekken.

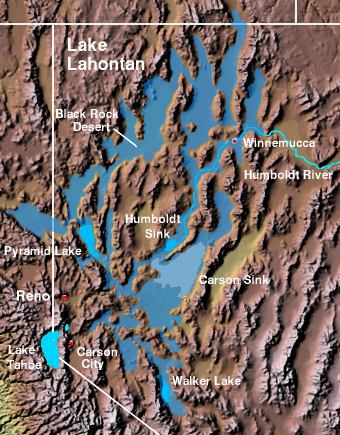
Het prehistorische meer "Lake Lahontan"

Het zoutgehalte in de bodem wordt mede bepaald door twee grote prehistorische meren: Lake Lahontan in het noordwesten en Lake Bonneville in het noordoosten.
Naargelang de hoogte vindt men andere ecosystemen in de woestijn. In de valleibodems, waar het water van rivieren en beken zich verzameld en verdampt, ontstaan zoute bodems. De typerende plant voor deze zone is Atriplex confertifolia, een soort melde. In de hogerliggende zone is er meer vocht beschikbaar in de bodem en is het zoutgehalte lager. Hier domineren alsem (Artemisia tridentata) en grassen. Nog een zone hoger, waar er meer neerslag is, vindt men open bosgebieden van dennen (Pinus monophylla) en Juniperus osteosperma. Op de hellingen van veel heuvels vindt men ook Cercocarpus en verder komen ook Pinus flexilis (limber pine) en Pinus longaeva voor. De bovenste grens van deze zone bossen wordt bepaald door de minimale temperatuur die deze boomsoorten toelaat te groeien.

### Fauna
63 diersoorten van de Great Basin Desert zijn beschermd omwille van habitatverlies. Het gaat onder meer om de waaierhoen, grootoorkitvos, ordkangoeroegoffer en de padhagedis.

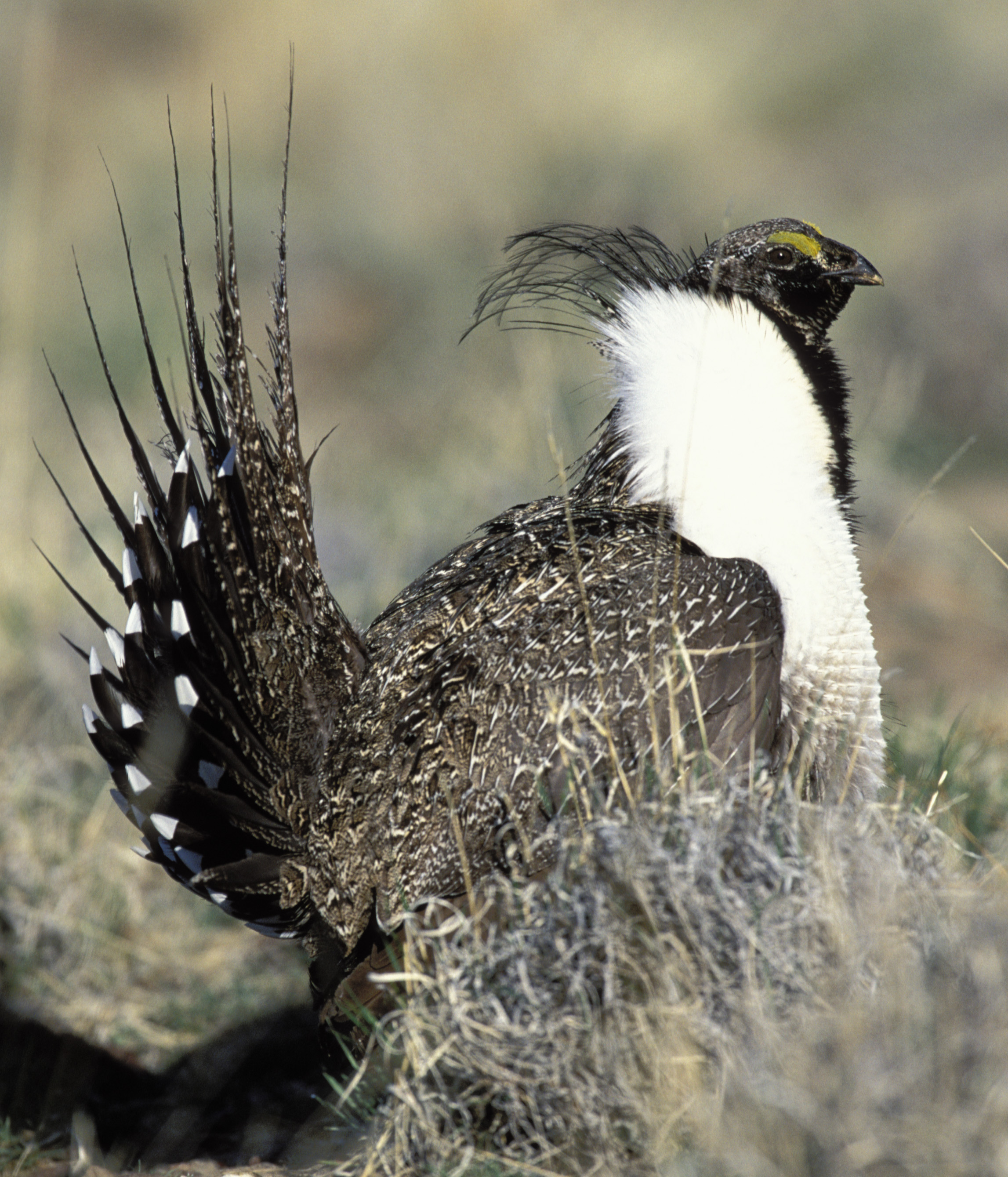
Waaierhoen
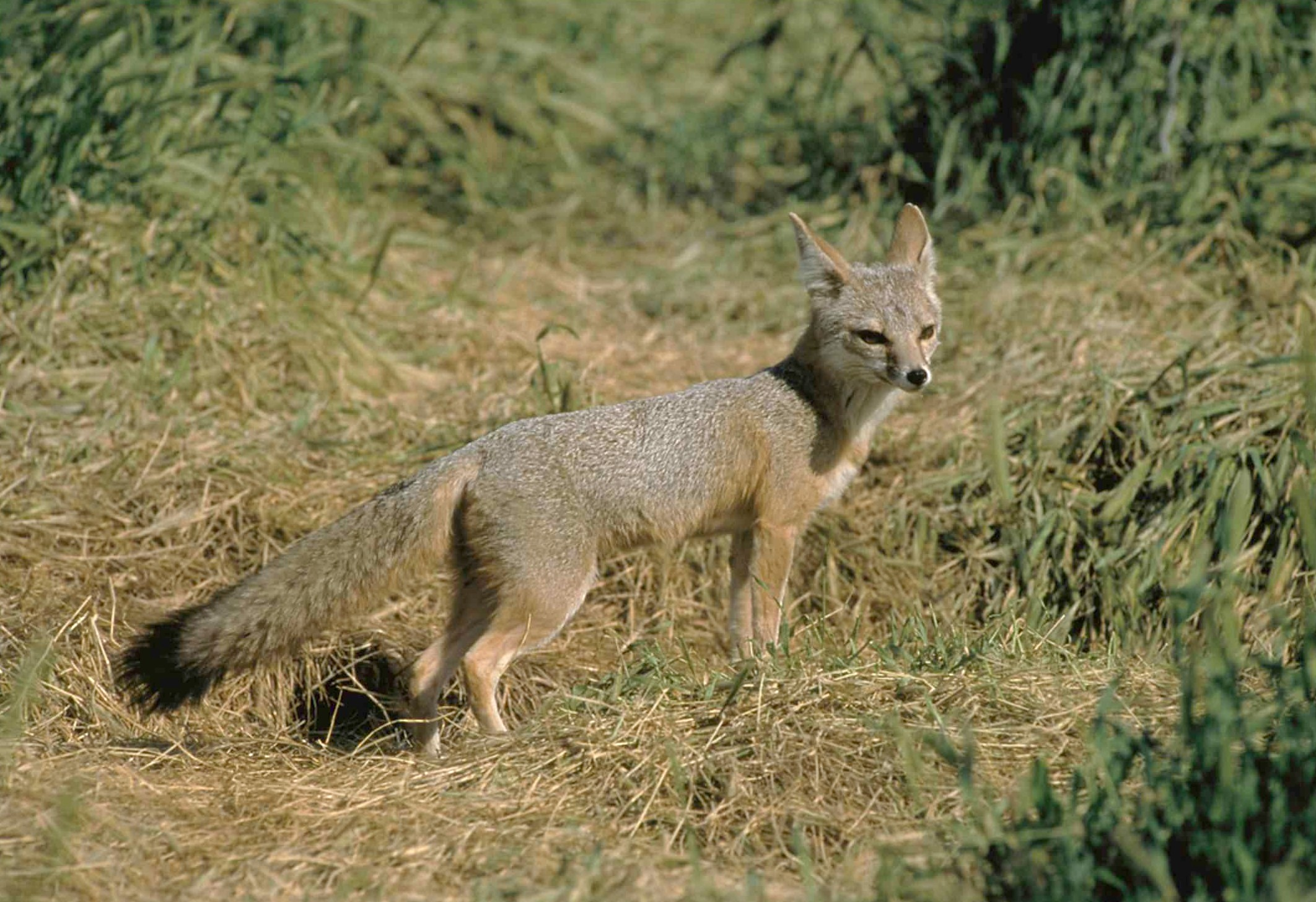
Grootoorkitvos
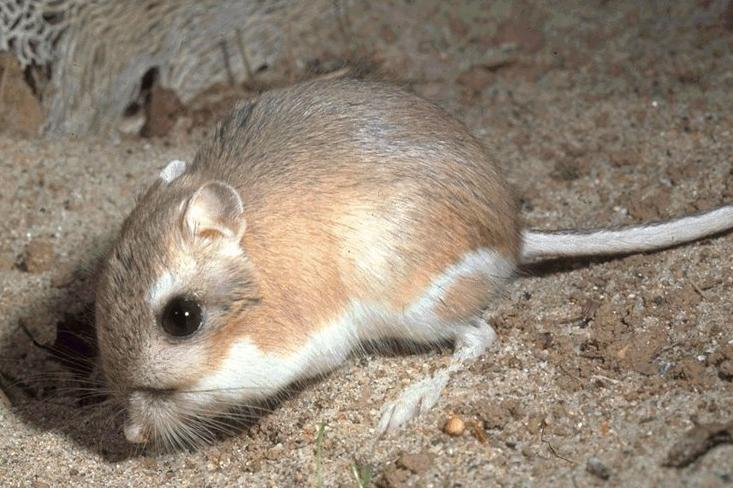
Ordkangoeroegoffer
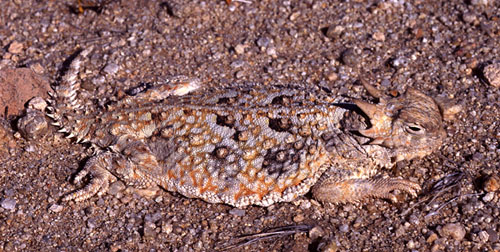
Padhagedis

Twee bedreigde vissoorten kunnen worden gevonden in Pyramid Lake in het Grote Bekken: de Cui-ui, Catostomidae en een soort roodkeelforel (Lahontan cutthroat trout of Oncorhynchus clarkii henshawi).
Haasachtigen zoals de zwartstaarthaas en woestijnkatoenstaartkonijn (Desert Cottontail) en de coyotes die op hen jagen zijn zoogdieren die vaak door mensen worden gezien in het gebied. Ook grondeekhoorns komen er veel voor, maar worden minder vaak gezien. Packratten, kangaroo ratten en andere kleine knaagdieren komen veel voor in het gebied, maar duiken vooral ’s nachts op.
Kleine hagedissen zoals de luipaardleguaan komen veel voor in het Grote Bekken, evenals slangen zoals de ratelslang.

## Nationale Parken en andere beschermde zones
Het relatief kleine (312 km²) Great Basin National Park beschermt een deel van de Snake Range, waarvan de 3982 meter hoge Wheeler Peak het hoogste punt vormt. Het park bevindt zich in het oosten van Nevada.
Het Humboldt-Toiyabe National Forest bestaat uit een verzameling van beschermde bosgebieden die verspreid liggen over geheel Nevada.
Hoofdstad: Sacramento
Regio's: Antelope Valley · Big Sur · Cascade Range · Central Coast · Central Valley · Channel Islands · Coachella Valley · Conejo Valley · Cucamonga Valley · Death Valley · East Bay · East County · Emerald Triangle · Gold Country · Greater Los Angeles · Grote Bekken · Imperial Valley · Inland Empire · Klamath Basin · Lake Tahoe · Los Angeles Basin · Lost Coast · Mojave · Mountain Empire · Noord-Californië · North Bay · North Coast · North County · Oost-Californië · Owens Valley · Oxnard Plain · San Francisco Peninsula · Pomona Valley · Sacramento Valley · San Bernardino Valley · San Diego–Tijuana · San Fernando Valley · San Francisco Bay Area · San Gabriel Valley · San Joaquin Valley · Santa Clara Valley · Santa Clarita Valley · Shasta Cascade · Sierra Nevada · Silicon Valley · South Bay (LA) · South Bay (SD) · South Bay (SF) · South Coast · Southern Border Region · Upstate California · Wine Country · Yosemite · Zuid-Californië
Metropolitane gebieden: Bakersfield · Chico · Fresno · Los Angeles-Long Beach-Glendale · Modesto · Napa · Oakland-Fremont-Hayward · Oxnard-Thousand Oaks-Ventura · Riverside-San Bernardino-Ontario · Sacramento-Roseville · Salinas · San Diego-Carlsbad-San Marcos · San Francisco-San Mateo-Redwood City · San Jose-Sunnyvale-Santa Clara · San Luis Obispo-Paso Robles · Santa Ana-Anaheim-Irvine · Santa Barbara-Santa Maria · Santa Cruz-Watsonville · Santa Rosa-Petaluma · Stockton · Vallejo-Fairfield · Visalia-Porterville · Yuba City
County's: Alameda · Alpine · Amador · Butte · Calaveras · Colusa · Contra Costa · Del Norte · El Dorado · Fresno · Glenn · Humboldt · Imperial · Inyo · Kern · Kings · Lake · Lassen · Los Angeles · Madera · Marin · Mariposa · Mendocino · Merced · Modoc · Mono · Monterey · Napa · Nevada · Orange · Placer · Plumas · Riverside · Sacramento · San Benito · San Bernardino · San Diego · San Francisco · San Joaquin · San Luis Obispo · San Mateo · Santa Barbara · Santa Clara · Santa Cruz · Shasta · Sierra · Siskiyou · Solano · Sonoma · Stanislaus · Sutter · Tehama · Trinity · Tulare · Tuolumne · Ventura · Yolo · Yuba
Portaal Californië